# Xavier Pérez Grobet
Xavier Pérez Grobet (* 12. Oktober 1964 in Mexiko-Stadt) ist ein mexikanischer Kameramann.

## Leben
Xavier Pérez Grobet wurde als Sohn eines Architekten und einer Fotografin geboren. Durch dieses Umfeld wollte er bereits früh Filmemacher werden. Da die Filmhochschule Centro de Capacitación Cinematográfica erst Studenten ab 23 den Studienzugang ermöglichte, arbeitete und reiste er durch die Welt, bevor er als einer von 12 Studenten aus über 300 Bewerbern ausgewählt wurde. Ab 1989 arbeitete Grobet als eigenverantwortlicher Kameramann in Mexiko, wo er Filme wie Entrada de la noche, Amorosos fantasmas und De noche vienes, Esmeralda drehte, bevor er 1999 nach Los Angeles zog und seitdem als Kameramann für Kinofilme wie Nacho Libre, Mitten ins Herz – Ein Song für dich und I Love You Phillip Morris arbeitete.

## Filmografie (Auswahl)
- 1989: Entrada de la noche
- 1994: Amorosos fantasmas
- 1996: ¿Por qué nosotros no?
- 1997: De noche vienes, Esmeralda
- 2000: Bevor es Nacht wird (Before Night Falls)
- 2001: Die Zeit der Schmetterlinge (In the Time of the Butterflies)
- 2001: Tortilla Soup – Die Würze des Lebens (Tortilla Soup)
- 2002: Der Kuss des Bären (Bear’s Kiss)
- 2003: Eine Affäre zu viert (Chasing Papi)
- 2004: The Woodsman
- 2005: Nine Lives
- 2006: Monster House
- 2006: Nacho Libre
- 2007: Mitten ins Herz – Ein Song für dich (Music and Lyrics)
- 2008: City of Ember – Flucht aus der Dunkelheit (City of Ember)
- 2009: I Love You Phillip Morris
- 2009: Mütter und Töchter (Mother and Child)
- 2010: Plan B für die Liebe (The Back-Up Plan)
- 2012: Was passiert, wenn’s passiert ist (What to Expect When You’re Expecting)
- 2013: Genug gesagt (Enough Said)
- 2015: Focus